# R35 (België)
De R35 is de ringweg rond de Belgische stad Waregem. De weg maakt een volledige lus rond het stadscentrum en heeft grotendeels 2x1 rijstroken.
De ring heeft een lengte van 5,1 kilometer.
Op deze ringweg komen andere wegen uit, zoals de N357, de N382b en de N437.
De R35 is ook jaarlijks de aankomst voor Dwars door Vlaanderen, welbepaald aan het Regenboogstadion van SV Zulte Waregem.

## Straatnamen
De R35 heeft een aantal straatnamen:
- Noorderlaan
- Westerlaan
- Zuiderlaan
- Oosterlaan

R-wegen:
R0 · R1 · R2 · R3 · R4 (R4a · R4z) · R5 (R5a) · R6 · R7 · R8 · R9 · R10 · R11 (R11a) · R12 · R13 · R14 · R15 · R16 · R18 · R20 (R20a · R20b) · R21 (R21a · R21b · R21c · R21d) · R22 (R22a · R22z) · R23 (R23z) · R24 · R25 · R26 · R27 (R27a) · R30 (R30a · R30b) · R31 · R32 · R33 · R34 · R35 · R36 (R36z) · R40 (R40a) · R41 · R42 · R43 · R50 · R51 · R52 · R53 · R54 · R55 · R61 (R61a) · R62 · R70 · R71 · R72 · R73
N-wegen die (gedeeltelijk) een ringweg omvatten:
N1 · N3 · N4 · N6 · N7 · N8 · N9 · N13 · N17 · N27 · N27a · N28 · N29 · N31 · N32 · N34 · N35 · N36 · N37 · N38 · N39 · N41 · N44 · N46 · N47 · N49 · N50 · N55 · N60 · N60d · N70 · N71 · N72 · N73 · N75 · N76 · N78 · N80 · N81 · N82 · N90 · N92 · N113 · N153 · N203 · N203a · N390 · N405 · N416 · N441 · N473 · N498 · N556 · N700 · N712 · N712b · N717 · N722 · N725 · N748 · N750 · N769 · N967